# Kehlmünz
Kehlmünz (fränkisch: Kelmínts) ist ein Gemeindeteil des Marktes Dietenhofen im Landkreis Ansbach (Mittelfranken, Bayern). Die Gemarkung Kehlmünz hat eine Fläche von 5,961 km². Sie ist in 511 Flurstücke aufgeteilt, die eine durchschnittliche Flurstücksfläche von 11.664,56 m² haben. In ihr liegen neben dem namensgebenden Ort die Gemeindeteile Hörleinsdorf und Münchzell.

## Geografie
Durch den Weiler Kehlmünz fließt der Haselbach. Im Nordosten liegt das Jungholz, im Südwesten die Flur Mühlleite. Der Ort liegt an der Staatsstraße 2246, die nach Kleinhaslach (1,3 km südwestlich) bzw. an Münchzell vorbei mit Großhabersdorf (5 km nordöstlich) verbindet. Ein Wirtschaftsweg führt nach Markttriebendorf (1,7 km südöstlich).

## Geschichte
Der Ort wurde 1142 als „Chalmince“ erstmals urkundlich erwähnt. Vergleichbare Ortsnamen finden sich im deutschsprachigen Raum noch öfters (z. B. Kellmünz an der Iller, Kallmünz, Kalmünten) und sind alle wahrscheinlich keltischen Ursprungs mit der Bedeutung Bei dem Schutz- oder Fluchtberg. Wenn dies zutrifft, wäre Kehlmünz bereits in der Hallstattzeit angelegt worden. Keltische Siedlungsspuren sind allerdings nicht erhalten geblieben. Von 1138 bis 1254 war Kehlmünz ein Reichsort der Staufer, ab 1235 erwarb das Kloster Heilsbronn dort vier Höfe.
Im 16-Punkte-Bericht des Klosteramts Heilsbronn aus dem Jahr 1608 wurden für Kehlmünz 4 Mannschaften verzeichnet, die alle das Kastenamt Bonnhof als Grundherrn hatten. Neben den 4 Höfen gab es noch ein Gemeindehirtenhaus. Das Hochgericht übte das brandenburg-ansbachische Kasten- und Stadtvogteiamt Windsbach aus.
Gegen Ende des 18. Jahrhunderts gab es in Kehlmünz 8 Anwesen. Das Hochgericht übte das brandenburg-bayreuthische Stadtvogteiamt Markt Erlbach im begrenzten Umfang aus. Es hatte ggf. an das brandenburg-ansbachische Richteramt Roßtal auszuliefern. Die Dorf- und Gemeindeherrschaft hatte das brandenburg-bayreuthische Kastenamt Bonnhof. Alleiniger Grundherr war das Fürstentum Bayreuth (Kastenamt Bonnhof: 1 Hof, 3 Halbhöfe, 2 Häuser, 1 Gemeindehirtenhaus; Kastenamt Dietenhofen: 1 Hof, 1 Mühle). Von 1797 bis 1808 unterstand der Ort dem Justiz- und Kammeramt Cadolzburg.
Im Jahre 1806 kam Kehlmünz an das Königreich Bayern. Im Rahmen des Gemeindeedikts wurde Kehlmünz dem 1808 gebildeten Steuerdistrikt Bürglein und der 1810 gegründeten Ruralgemeinde Bürglein zugeordnet. Mit dem Zweiten Gemeindeedikt (1818) entstand die Ruralgemeinde Kehlmünz, zu der Hörleinsdorf und Münchzell gehörten. Sie war in Verwaltung und Gerichtsbarkeit dem Landgericht Heilsbronn zugeordnet und in der Finanzverwaltung dem Rentamt Windsbach. Von 1862 bis 1879 gehörte Kehlmünz zum Bezirksamt Heilsbronn, ab 1880 zum Bezirksamt Ansbach (1939 in Landkreis Ansbach umbenannt) und zum Rentamt Heilsbronn (1919–1929: Finanzamt Heilsbronn, seit 1929: Finanzamt Ansbach). Die Gerichtsbarkeit blieb beim Landgericht Heilsbronn (1879 in Amtsgericht Heilsbronn umbenannt), seit 1956 ist das Amtsgericht Ansbach zuständig. Die Gemeinde hatte 1964 eine Gebietsfläche von 6,003 km². Am 1. Juli 1972 wurde Kehlmünz im Zuge der Gebietsreform in Bayern nach Dietenhofen eingemeindet.
Die Mühle in Kehlmünz wurde noch in den 1980er Jahren zur Stromerzeugung genutzt.

### Baudenkmäler
- Mühle (Nr. 7/10): zweigeschossiger Bau mit Fachwerkobergeschoss und einseitigem Massivgiebel, mit Wappen bezeichnet 1806[18]
- Bruchsteinbrücke mit zwei Bögen, 18./19. Jahrhundert[18]

### Einwohnerentwicklung
Gemeinde Kehlmünz
| Jahr      | 1818   | 1840   | 1852   | 1855   | 1861   | 1867   | 1871   | 1875   | 1880   | 1885   | 1890   | 1895   | 1900   | 1905   | 1910   | 1919   | 1925   | 1933   | 1939   | 1946   | 1950   | 1952   | 1961   | 1970   |
| Einwohner | 123    | 128    | 133    | 138    | 129    | 133    | 141    | 151    | 135    | 129    | 104    | 114    | 100    | 107    | 107    | 112    | 100    | 104    | 94     | 133    | 135    | 104    | 90     | 82     |
| Häuser    | 19     | 18     |        |        |        |        | 23     |        |        | 23     | 22     |        | 22     |        |        |        | 18     |        |        |        | 19     |        | 20     |        |
| Quelle    | [ 20 ] | [ 21 ] | [ 22 ] | [ 22 ] | [ 23 ] | [ 24 ] | [ 25 ] | [ 26 ] | [ 27 ] | [ 28 ] | [ 29 ] | [ 30 ] | [ 31 ] | [ 30 ] | [ 32 ] | [ 30 ] | [ 33 ] | [ 30 ] | [ 30 ] | [ 30 ] | [ 34 ] | [ 30 ] | [ 15 ] | [ 35 ] |

Ort Kehlmünz
| Jahr      | 001818 | 001840 | 001861 | 001871 | 001885 | 001900 | 001925 | 001950 | 001961 | 001970 | 001987 | 002005 | 002013 |
| Einwohner | 68     | 55     | 59     | 62     | 61     | 49     | 40     | 66     | 48     | 39     | 38     | 42     | 37     |
| Häuser    | 10     | 9      |        |        | 13     | 12     | 9      | 10     | 10     |        | 9      |        |        |
| Quelle    | [ 20 ] | [ 21 ] | [ 23 ] | [ 25 ] | [ 28 ] | [ 31 ] | [ 33 ] | [ 34 ] | [ 15 ] | [ 35 ] | [ 36 ] | [ 37 ] | [ 1 ]  |

## Religion
Der Ort ist seit der Reformation evangelisch-lutherisch geprägt und war ursprünglich teils nach St. Maria (Großhaslach) gepfarrt, teils nach St. Johannes (Bürglein). Ab der ersten Hälfte des 19. Jahrhunderts war die Pfarrei Bürglein allein zuständig, seit der zweiten Hälfte des 19. Jahrhunderts ist es die Pfarrei St. Martin (Kleinhaslach). Die Einwohner römisch-katholischer Konfession waren ursprünglich nach Unsere Liebe Frau gepfarrt, seit den 1980er Jahren ist die Pfarrei St. Bonifatius zuständig.